# Escales (Ibert)
Escales ("Scali") è una suite per orchestra composta da Jacques Ibert tra il 1920 e il 1922 in seguito a una crociera nel Mediterraneo.
Queste impressioni di viaggio sono state eseguite per la prima volta dall'Orchestre Lamoureux diretta da Paul Paray il 6 gennaio 1924 per la Société Nationale de Musique di Parigi. 
Lo stesso compositore ha realizzato due arrangiamenti cameristici (per pianoforte e per oboe e pianoforte) ed un balletto che ha avuto la prima assoluta il 28 luglio 1948 al Palais Garnier di Parigi.

## Discografia parziale
- 1960 - Philadelphia Orchestra/Eugene Ormandy, Sony Classical 62644
- 1996 - Orchestre Lamoureux/Yutaka Sado, Naxos 8.554222